# Ligne L du métro de Los Angeles
Pour les articles homonymes, voir Ligne L.
La ligne L (en anglais: L Line) est une ancienne ligne du métro de Los Angeles mise en service en 2003 et remplacée en 2023. D'une longueur de 50 kilomètres, elle relie East Los Angeles à Azusa en passant par Downtown Los Angeles et est desservie par des métros légers. Avant 2020, la ligne est nommée ligne dorée,.

## Histoire
La ligne est mise en service le 26 juillet 2003. À cette époque elle est composée de 13 stations et relie Los Angeles (via Union Station) à Pasadena. Elle a par la suite connu deux phases d'extension, portant aujourd'hui le nombre de stations à 27.
La ligne est disparaît en 2023, avec l'ouverture du Regional Connector, un tunnel sous le centre-ville de Los Angeles reliant les tracés des lignes A (bleue), E (Expo) et L. En effet, la station Little Tokyo/Arts District est reconstruite sous terre et le tunnel se termine quelques mètres à l'est de la nouvelle station. De cet endroit, la portion de la ligne L au nord est intégrée à la ligne A et la portion au sud est intégrée à la ligne E.

## Tracé et stations

### Tracé

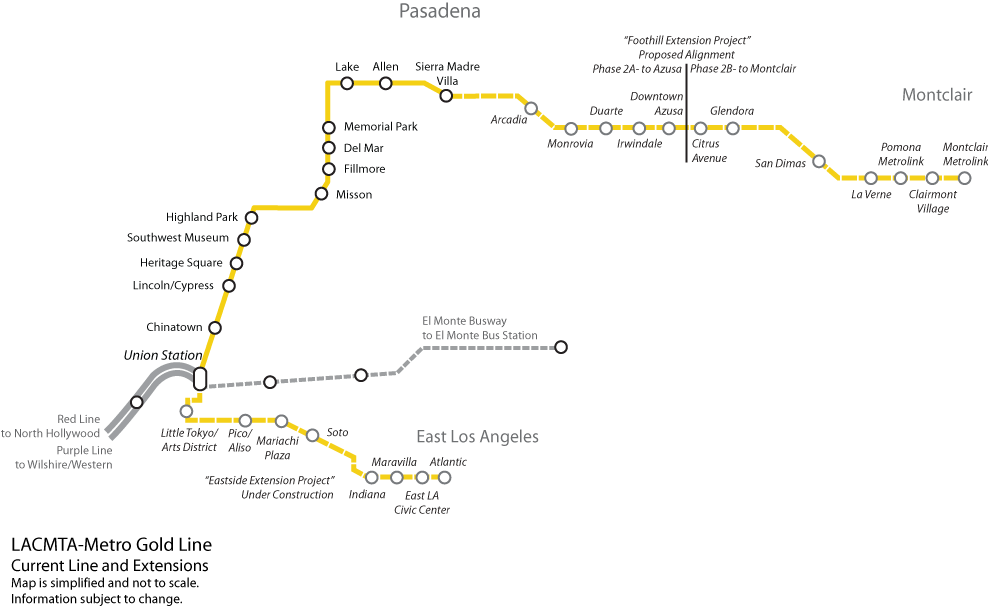
Plan de la ligne L.

À la différence des lignes B (rouge) et D (violette) qui sont composées de stations exclusivement souterraines, la plupart des stations de la ligne L sont aériennes ou situées en surface ; en effet, seules les stations de Soto et Mariachi Plaza dérogent à la règle.
La ligne dessert le centre-ville de Los Angeles, notamment par les quartiers de Chinatown et Little Tokyo.

### Liste des stations
|  |   |  | Station                    | Coordonnées                   | Localisation | Correspondances                                                   |
|  | - |  | -------------------------- | ----------------------------- | ------------ | ----------------------------------------------------------------- |
|  | • |  | Atlantic                   |                               |              |                                                                   |
|  | • |  | East LA Civic Center       |                               |              |                                                                   |
|  | • |  | Maravilla                  |                               |              |                                                                   |
|  | • |  | Indiana                    |                               |              |                                                                   |
|  | • |  | Soto                       |                               |              |                                                                   |
|  | • |  | Mariachi Plaza             |                               |              |                                                                   |
|  | • |  | Pico/Aliso                 |                               |              |                                                                   |
|  | • |  | Little Tokyo/Arts District |                               |              |                                                                   |
|  | o |  | Union Station              | 34° 03′ 21″ N, 118° 14′ 03″ O | Downtown     | Ligne B du métro de Los Angeles · Ligne D du métro de Los Angeles |
|  | • |  | Chinatown                  |                               |              |                                                                   |
|  | • |  | Lincoln/Cypress            |                               |              |                                                                   |
|  | • |  | Heritage Square            |                               |              |                                                                   |
|  | • |  | Southwest Museum           |                               |              |                                                                   |
|  | • |  | Highland Park              |                               |              |                                                                   |
|  | • |  | South Pasadena             |                               |              |                                                                   |
|  | • |  | Fillmore                   |                               |              |                                                                   |
|  | • |  | Del Mar                    |                               |              |                                                                   |
|  | • |  | Memorial Park              |                               |              |                                                                   |
|  | • |  | Lake                       |                               |              |                                                                   |
|  | • |  | Allen                      |                               |              |                                                                   |
|  | • |  | Sierra Madre Villa         |                               |              |                                                                   |
|  | • |  | Arcadia                    |                               |              |                                                                   |
|  | • |  | Monrovia                   |                               |              |                                                                   |
|  | • |  | Duarte/City of Hope        |                               |              |                                                                   |
|  | • |  | Irwindale                  |                               |              |                                                                   |
|  | • |  | Azusa Downtown             |                               |              |                                                                   |
|  | • |  | APU/Citrus College         |                               |              |                                                                   |

1. ↑  Pour alléger le tableau, seules les correspondances notables sont indiquées.

## Exploitation

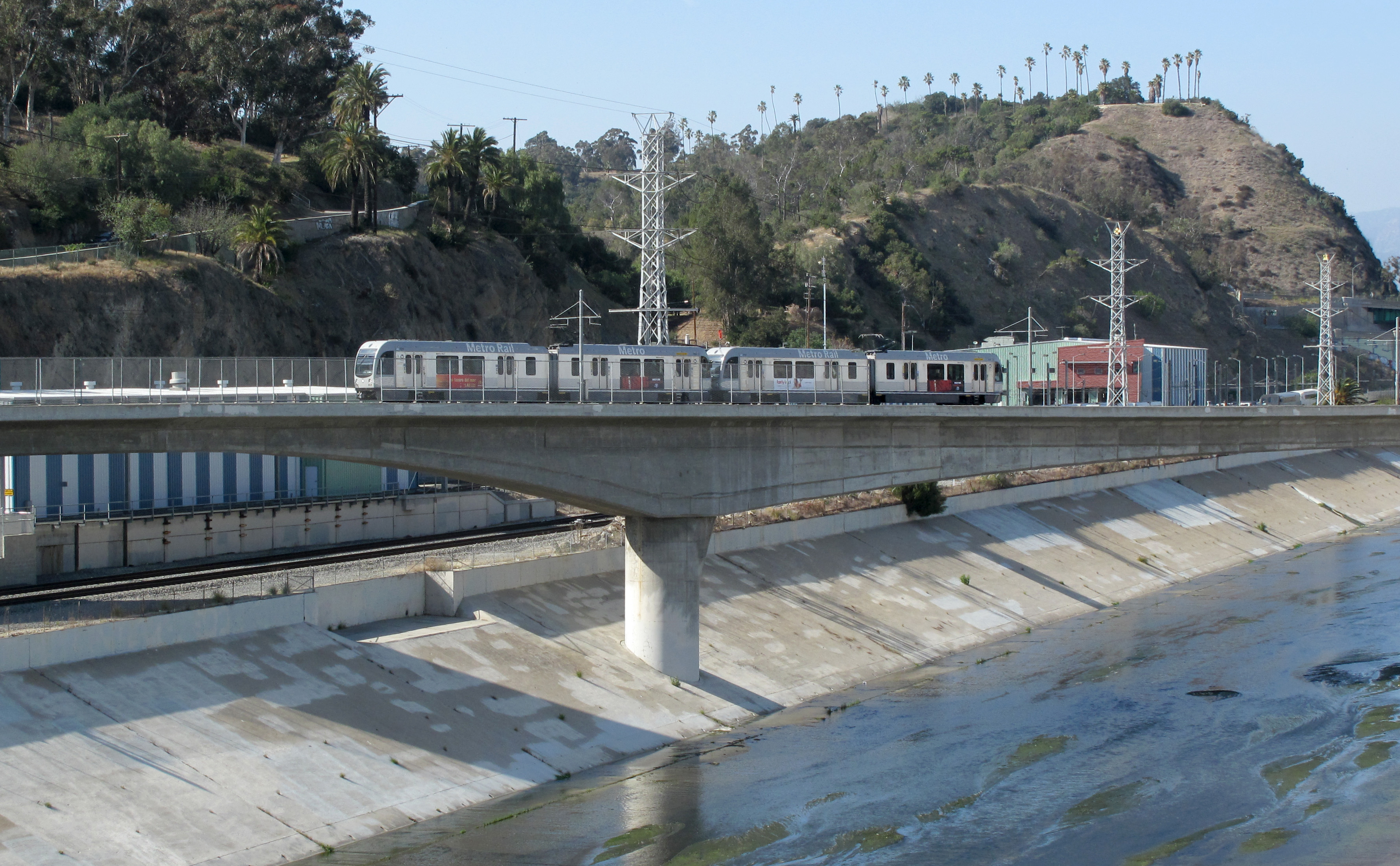
La ligne le long du Los Angeles.

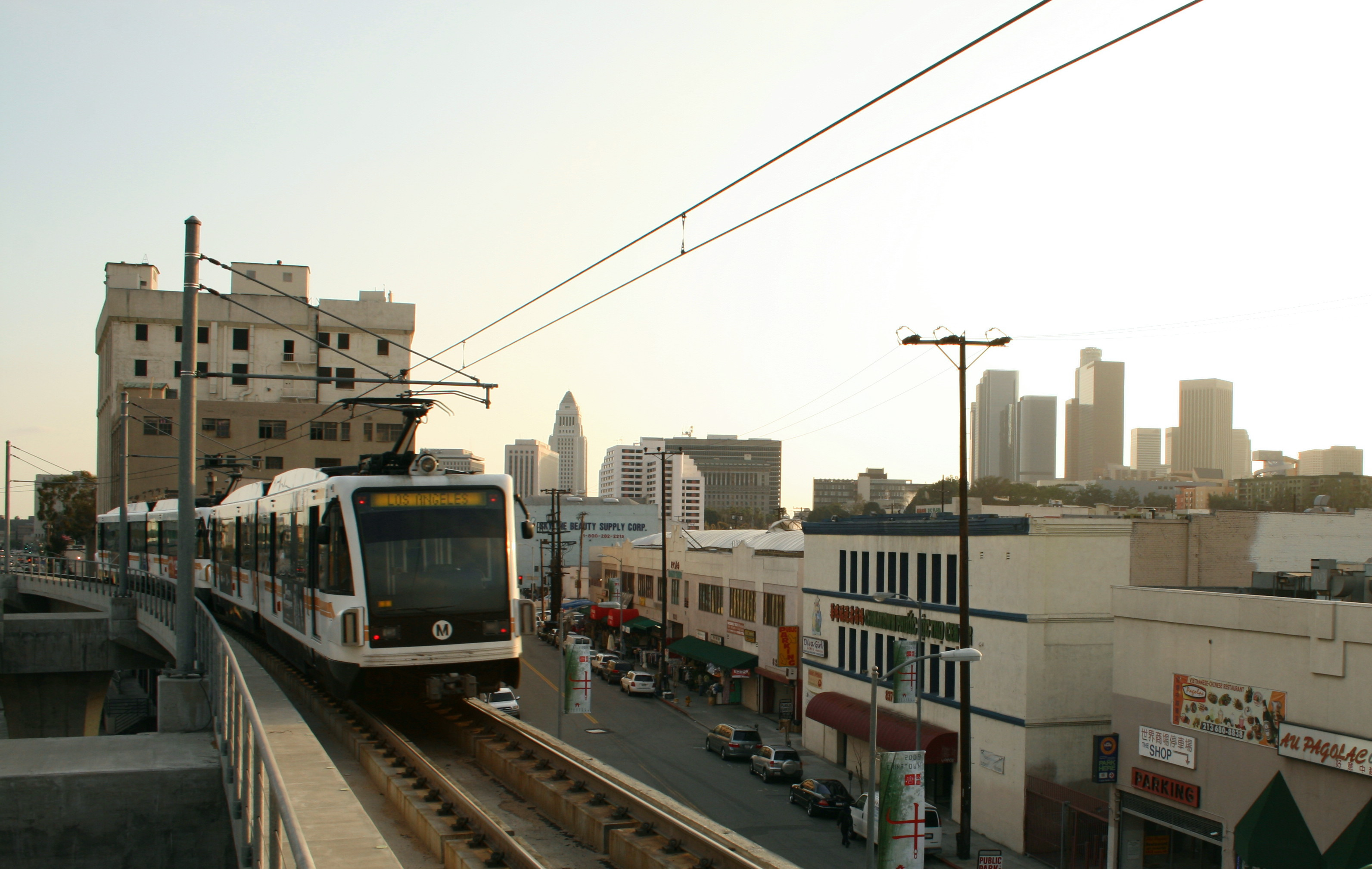
Une rame avec en fond le quartier d'affaires et Civic Center.

### Desserte
Il faut en moyenne 48 minutes pour relier la station d'Atlantic à celle d'APU/Citrus College.

### Tarification et financement
La tarification de la ligne est identique à celle en vigueur sur l'ensemble du réseau métropolitain.
Le financement du fonctionnement de la ligne est assuré par la LACMTA.

### Trafic
Si elle est depuis mars 2016 la ligne la plus longue du réseau, la fréquentation de la ligne L reste assez faible, avec, en semaine, une moyenne de 47 931 passagers par jour, contre 74 202 pour la ligne A, par exemple.